# Ночь над прерией
Ночь над прерией (нем. Nacht über der Prärie) — роман немецкой писательницы Лизелотты Вельскопф-Генрих из цикла «Кровь орла» (нем. Das Blut des Adlers) о положении североамериканских индейцев в середине XX века.

## Сюжет
Рецидивист Джо Кинг «Стоунхорн» решил начать новую жизнь, для чего уничтожил собственную банду, женился на подруге детства Квини Тачине и вернулся на разорённое отцом-алкоголиком ранчо. Но не все готовы принять раскаявшегося преступника, особенно соседская семья Бутов, с которыми Джо со школьных лет враждовал.

## Публикации
- Книга «Ночь над прерией»: Лениздат, 1991 г.[1]
- Книга «Ночь над прерией»: Детгиз, 1991 г.[2]